# Les Pastoureaux
Pour les articles homonymes, voir Pastoureau.
Les Pastoureaux, aussi connus sous le nom de Petits Chanteurs de Waterloo, est un chœur belge de garçons et d'hommes, fondé en 1974 à Waterloo (Brabant wallon), en Belgique. Il est actuellement dirigé par Philippe Favette et Xavier Devillers.

## Historique

### Concerts et évènements
Depuis Noël 1974, les Pastoureaux présentent traditionnellement une série de concerts lors des fêtes de fin d'année, à Bruxelles (au Palais des Beaux-Arts ainsi qu'en la Cathédrale Saints-Michel-et-Gudule) et en Wallonie (notamment à Waterloo). Ils se produisent aussi lors de différents festivals musicaux, tels que le Festival de Wallonie et le Festival de Flandre. Leurs nombreux concerts incluent des collaborations avec des artistes tels que le célèbre baryton-basse José van Dam, la soprano belge Marie-Noëlle de Callataÿ et la soprano américaine Jeanette Thompson.
Les Pastoureaux sont régulièrement les invités d'événements privés, les plus notables incluant des prestations au Palais royal de Bruxelles et au Château de Laeken ainsi que la collaboration à la cérémonie officielle du Passage à l'euro (Le Pont de l'Euro, Bruxelles, 31 décembre 2001). Ils sont par ailleurs souvent sollicités pour des cérémonies de mariage.
À plusieurs reprises, les Pastoureaux ont été amenés à participer, en tant que solistes, à des productions d'opéra, à La Monnaie ainsi qu'à l'étranger.
Ils ont participé en 2017 au premier Concours Eurovision Choir of the Year à Riga (Lettonie) où ils représentaient la Belgique face à huit autres nations.

### Chefs de chœur
- 1974–2006: Bernard Pagnier
- 2006–2024: Philippe Favette
- 2024: Philippe Favette et Xavier Devillers

## Tournées
Depuis 1980, les Pastoureaux partent durant l'été en tournée internationale. Ces tournées les ont menés en Allemagne, en Argentine, en Autriche, au Brésil, au Canada, en Colombie, en Espagne,  aux États-Unis, en France, en Hongrie, en Italie, au Japon, au Luxembourg, en Pologne, au Portugal, en République tchèque, en Slovénie, en Suède et en Suisse.
En 1995, les Pastoureaux ont créé l’Ave Maria et Messe de Popayán d'Isabelle Rigaux pour voix soliste, chœurs et orgue, lors du 32e Festival international de musique religieuse de Popayán (Colombie).

## Discographie
- Les Pastoureaux. Petits Chanteurs de Waterloo (LP, 1979)
- Mozart, Buxtehude, Haendel, Haydn (LP, 1981)
- Les Pastoureaux. Petits Chanteurs de Waterloo (LP, 1983)
- Noël c'est l'Amour (LP, 1984)
- Schubert, Mozart, Buxtehude (LP, 1987)
- Haydn: Messe Nelson, Schubert: Messe en sol majeur D 167 (Soleil Levant)
- Mozart: Requiem (Soleil Levant 1991)
- Chants de Noël (Soleil Levant 1992)
- Christmas in Waterloo (Syrinx Record 1994)
- Mozart: Messe du Couronnement KV 317, Vêpres solennelles pour un Confesseur KV 339 (Soleil Levant 1997)
- Les Pastoureaux en tournée (Soleil Levant 1999)
- Les Pastoureaux. Petits Chanteurs de Waterloo (à l'occasion du 30e anniversaire des Pastoureaux, Soleil Levant 2005)
- Le Livre Vermeil de Montserrat (avec l'ensemble instrumental Millenarium, l'ensemble vocal Psallentes (en) et le Chœur de chambre de Namur, Ricercar 2007)
- For the Beauty of the Earth (2012)
- Around the World (2014)
- Fauré: Requiem (2017)
- Noël ! (2019)
- Vivaldi: Gloria RV 589, Dixit Dominus RV 595 (avec le Millenium Orchestra, 2022)